# Dougezhuang
Dougezhuang (kinesiska: 豆各庄) är ett område på sockennivå i Kina. Det ligger i Chaoyang i den centrala delen av storstadsområdet Peking.